# Балада про комісара
«Балада про комісара» — радянський художній фільм 1967 року. Знятий за мотивами оповідань Всеволода Іванова «Заповідник», «Борг». Перша роль у кіно Талгата Нігматуліна.

## Сюжет
Події розгортаються в роки громадянської війни в Росії (1918—1920). Комісар Фадєйцев (Юрій Назаров) керує розстрілом білогвардійських офіцерів, після якого один з них, князь Чугурєєв (Віктор Шульгін), залишається в живих. Фадєйцев хоче добити пораненого Чугурєєва, але у нього закінчуються патрони. Через деякий час білі повстають, і Фадєйцеву доводиться ховатися на одному з морських островів в заповіднику, охоронець якого, Черкасов — знайомий Фадєйцева. На острові висаджується загін білогвардійців під командуванням Чугурєєва. Фадєйцева заарештовують, однак за допомогою Анни, дочки Черкасова (Галина Польських), йому вдається втекти. Чугурєєв наказує повісити батька Анни, за те, що той допомагав комісару. Потім на острові висаджується загін червоних, Чугурєєва заарештовують. У заключній сцені фільму червоноармійці збираються на березі і дружно сміються, спостерігаючи за тим, як Фадєйцев, який все ще думає, що на острові білі, спливає на човні.

## У ролях
- Юрій Назаров —  комісар Фадєйцев
- Галина Польських —  Анна
- Віктор Шульгін —  князь Чугурєєв
- Олександр Титов —  Максим Черкасов
- Талгат Нігматулін —  поручник
- Валерій Купріянов —  ад'ютант  (немає в титрах)

## Знімальна група
- Автор сценарію — Віктор Потєйкін
- Режисер-постановник — Олександр Сурин
- Оператор-постановник — Володимир Ошеров
- Художник-постановник-постановник — Леонід Перцев
- Режисер-постановник — А. Хорьяков
- Композитор — Олексій Муравльов
- Оператор — Роман Веселер